# I Brigada Aérea (Bolivia)
La I Brigada Aérea es una unidad perteneciente a la Fuerza Aérea Boliviana con base en la ciudad de El Alto. Fue creada el 10 de diciembre de 1986 y su misión es conducir las operaciones aéreas en su zona de influencia.
Hacia 2012, estaba compuesta por:
- el Grupo Aéreo 31
- el Grupo Aéreo 65
- el Grupo Aéreo 71
- el Grupo de Artillería y Defensa Aérea 91
- el Grupo de Artillería y Defensa Aérea 97
- y el Grupo Aéreo Presidencial.